# Флаг Ясненского городского округа
Флаг Я́сненского городского округа Оренбургской области Российской Федерации — опознавательно-правовой знак, служащий официальным символом муниципального образования.
Флаг утверждён 27 августа 2009 года решением Совета депутатов муниципального образования Ясненский район № 1103, как флаг муниципального образования Ясненский район, и подлежит внесению в Государственный геральдический регистр Российской Федерации.
Законом Оренбургской области от 6 марта 2015 года № 3027/832-V-ОЗ, 1 мая 2015 года все муниципальные образования Ясненского района преобразованы, путём их объединения, в Ясненский городской округ.

## Описание
«Флаг муниципального образования Ясненский район представляет собой прямоугольное полотнище с отношением ширины к длине 2:3, воспроизводящее композицию герба Ясненского района в голубом, белом и жёлтом цветах».
Геральдическое описание герба гласит: «В серебряном поле опрокинутое ступенчатое в три ступени лазоревое остриё, обременённое вверху золотым солнцем; поверх всего, но ниже солнца, четыре узких стропила переменных цветов, пересекающиеся друг с другом, и расположенные так, что меньшее стропило располагается ниже большего, а два равных среднего размера смещены относительно двух первых одно вправо, другое влево».

## Обоснование символики
Солнце — символизирует название района, является символом жизни, богатства и изобилия. Своеобразно деление полотнища на голубой и белый цвета, которые символизируют склоны карьера — месторождение асбестовых руд, тройное стропило — волокна асбеста (готовая продукция — белого цвета, прожилки голубого цвета — залежи асбестовых руд в толще земли).
Нижние лучи солнца, обходящие асбестовое стропило, символизируют огнеупорность материала.
Открытие асбестового месторождения, создание Киембаевского асбестового комбината — главная причина образования Ясненского района.
Голубой цвет полотнища символизирует единство народов проживающих на территории района, чистое небо, красоту честь и славу.